# Piedra Huixtla
Piedra Huixtla är en ort i Mexiko.   Den ligger i kommunen Las Margaritas och delstaten Chiapas, i den sydöstra delen av landet, 800 km öster om huvudstaden Mexico City. Piedra Huixtla ligger 1 524 meter över havet och antalet invånare är 299.
Terrängen runt Piedra Huixtla är huvudsakligen kuperad, men åt sydväst är den platt. Terrängen runt Piedra Huixtla sluttar norrut. Runt Piedra Huixtla är det ganska glesbefolkat, med 30 invånare per kvadratkilometer. Närmaste större samhälle är Veinte de Noviembre, 8,9 km nordväst om Piedra Huixtla. I omgivningarna runt Piedra Huixtla växer i huvudsak städsegrön lövskog.